# 大寨河
大寨河又称勐麻河，位于中华人民共和国云南省临沧市云县南部的一条河流，是澜沧江右岸支流。，发源于茶房乡文茂村委会罗家村东北，蜿蜒向东南流至桥街村转西南流，经茶房乡政府驻地，于大路边村转东南流，经大寨镇等地，最后于大朝山西镇龙潭村委会撇坡村东北汇入澜沧江大朝山电站水库库区。河长53.5千米，流域面积487.6平方千米，落差1460米。